# Avenue 5
Avenue 5 är en brittisk-amerikansk science fiction-komedi som hade premiär på HBO i januari 2020.

## Handling
Rymdskeppet Avenue 5 är ute på en åttaveckors interplanetär passagerarkryssning när skeppet kommer ur kurs och restiden förlängs till tre år.

## Rollista i urval
| - Hugh Laurie – Kapten Ryan Clark - Josh Gad – Herman Judd - Zach Woods – Matt Spencer - Rebecca Front – Karen Kelly - Suzy Nakamura – Iris Kimura - Lenora Crichlow – Billie McEvoy - Nikki Amuka-Bird – Rav Mulcair - Ethan Phillips – Spike Martin | - Andy Buckley – Frank - Adam Pålsson – Mads - Paterson Joseph – Harrison Ames (säsong 1) - Himesh Patel – Jordan Hatwal (säsong 1) - Jonathan Aris – Charles (säsong 2) - Leila Farzad – Elena (säsong 2) - Lucy Punch – Dawn Djopi (säsong 2) |